# Палац
Палац је један од пет прстију на руци или нози сисара (за жива бића која нису сисари, нпр. кокошке а имају пет прстију, имена њихових прстију не разликујемо). Састоји се од три кости. Кости палца покрећу мишићи тј. тетиве. Кроз палац пролазе два живца. Од њих нам један служи за осећај, а други за покретање палца. Ти живци у палцу пролазе са стране. Палац је важан прст на руци, с њим се човек највише служи.

## Гестови
Стиснута шака са палцем окренутим нагоре означава нешто позитивно, нешто са чиме се слажемо. Потиче из римског доба, доба гладијатора. Пораженом гладијатору би цар тим гестом поклонио живот.
Исти гест са палцем надоле је значио смрт.
Покрет, где се стиснутом песницом и истуреним палцем, увртањем руке, и померањем палца на тај начин горе-доле, значи „не могу да се одлучим“

## Јединица мере
Палац се користио и као јединица мере, одговара једном инчу.